# Pfropfrebe

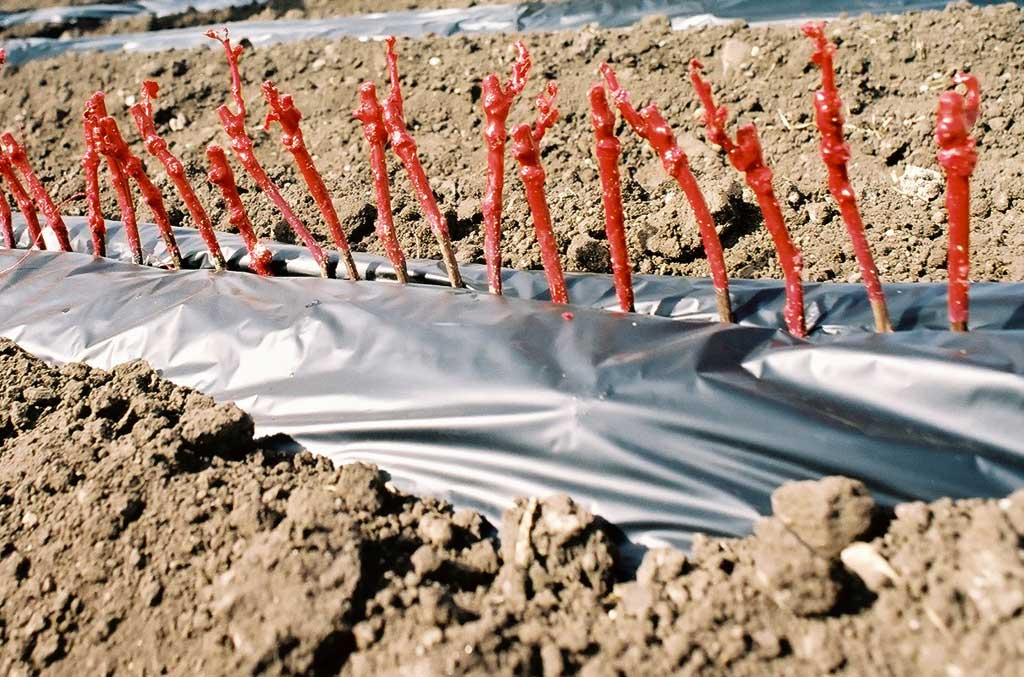
Moderne Mulchfolien-Rebschule mit frisch eingeschulten Pfropfreben

Eine Pfropfrebe (auch als Veredelung oder Setzling bezeichnet) ist ein Pfropfen im Weinbau; dabei wird ein Edelreis mittels spezieller Schnittformen auf die Unterlagsrebe aufgepfropft (veredelt) und so eine künstliche Verbindung von zwei Holzteilen verschiedener Rebsorten (der Unterlage und einer wurzelreblausanfälligen europäischen Sorte) zum Zweck der Pflanzenveredelung der Weinreben geschaffen.
Die Veredelung (Umveredlung) von Rebstöcken war bereits in der Antike bekannt. Cato der Ältere (234–149 v. Chr.) erwähnt die Technik in seinem Werk De agri cultura (Von der Landwirtschaft).
Früher wurden Rebstockpfropfungen hauptsächlich zum Rebsortenwechsel durchgeführt. Hauptanlass zur Herstellung von Pfropfreben waren aber die vernichtenden Schäden, die die Reblaus im 19. Jahrhundert in den europäischen Weinbaugebieten anrichtete. Nachdem man herausgefunden hatte, dass amerikanische Weinreben den Reblausbefall ihrer Wurzeln überlebten, verwendete man diese als Unterlagsreben, auf die man die gewünschten europäischen Edelsorten aufpfropfte. 
Heute werden fast ausschließlich veredelte Rebsetzlinge gepflanzt. Neben der Wurzelreblauswiderstandfähigkeit hat die Verwendung geeigneter Unterlagen weitere Vorteile. So lassen sich Wuchsstärke, Fruchtbarkeit, Trockenheits- und Staunässetoleranz, Reifezeitpunkt, Vegetationsabschluss usw. beeinflussen.
Junge Pfropfreben (Veredlungen) werden zunächst ein Jahr lang in einer Rebschule aufgezogen, bevor sie in den Weinberg gesetzt werden.